# Vi Tager Fuglen på Dig
"Vi Tager Fuglen på Dig" er den første single fra Malk de Koijns andet album Sneglzilla fra 2002. Den er udgivet på pladeselskabet BMG.

## Spor

### MaxiCD
1. "Palermo Stil"
2. "Palermo Stil Instrumental"
3. "Palermo Stil Acappella"
4. "Ren Radio Edit"
5. "Album Version"
6. "Album Version Acapella"
7. "Video"

### 12" vinyl
Side 1
1. "Palermo Stil"
2. "Palermo Stil Instrumental"
3. "Palermo Stil Acappella"

Side 2
1. "Ren Radio Edit"
2. "Album Version"
3. "Album Version Acapella"